# 狄奧多爾一世 (尼西亞帝國)
狄奧多爾一世（希臘語：Θεόδωρος Α' Λάσκαρις，约1175年—1221年）是出身拜占庭帝国貴族拉斯卡里斯家族的尼西亚帝国统治者（1205～1221年或1204-1222年在位）。雖然他出生於一個不起眼的拜占庭貴族家庭，但他的母親與科穆寧家族有親戚關係。狄奧多爾因為迎娶拜占庭帝国皇帝阿历克塞三世女兒安娜·科穆宁·安杰利娜而成為拜占庭帝国皇帝的女婿。在阿莱克修斯·巴列奥略於1203年去世前，取得「专制君主」頭銜。 
1203年第四次十字軍迫使阿历克塞三世逃離君士坦丁堡，狄奧多爾被十字軍囚禁（拜占庭人通常稱十字軍為“拉丁人”），但他逃脫。進入小亞細亞後，開始以岳父名義組織當地希臘人抵抗比提尼亞的拉丁人。他與羅姆蘇丹國建立聯盟，但無法阻止拉丁人的擴張。他也無法阻止阿历克塞在小亞細亞北部建立特拉比松帝國。只有在1205年保加利亚沙皇卡洛扬在阿得里安堡战役中打败拉丁帝国军队後，狄奥多尔的立場才得以鞏固。
部分逃離拉丁帝國的希臘人來到小亞細亞，在狄奧多爾的統治下生活。狄奧多爾獲得大多數比提尼亞貴族的支持。在1205年，繼承拜占庭皇帝的頭銜。狄奧多爾於1208年任命米海尔四世為宗主教，後者在同年4月6日復活節為他正式加冕。部分東正教徒將狄奧多爾視為其教會的主要捍衛者。
阿歷克塞三世企圖重登皇位，並與魯姆蘇丹國的蘇丹凱霍斯魯一世結盟。狄奧多爾於1211年门德雷斯河畔安条克战役中击败支持阿历克塞三世重登皇位的魯姆苏丹國军队。尼西亞帝國在林達庫斯河戰役中敗於拉丁帝國，並在隨後的南菲宏條約喪失大部分密細亞地區和馬爾馬拉海海岸。1212年，随着特拉比松皇帝阿历克塞一世的兄弟，镇守特拉比松西部领地的大卫·科穆宁去世，尼西亚帝国得以吞并特拉比松在帕弗拉戈尼亚的飞地，从而相对补偿损失给拉丁帝国的领地。雖然狄奧多爾於1220年左右試圖讓拉丁人承認他，但並沒有成功。狄奧多爾於君士坦丁堡附近建立國家，使其繼承者得以於1261年重建拜占庭帝國。